# Centromerus milleri
Centromerus milleri là một loài nhện trong họ Linyphiidae.
Loài này thuộc chi Centromerus. Centromerus milleri được miêu tả năm 1974 bởi Deltshev.